# گوموشووا
گوموشووا (به ترکی استانبولی: Gümüşova) یک منطقهٔ مسکونی در ترکیه است که در استان دوزجه واقع شده‌است.